# Bataille de Taiyuan
Guerre sino-japonaise (1937-1945)
Batailles
Seconde Guerre mondiale : batailles de la Guerre sino-japonaise
- Incident du pont Marco-Polo
- Shanghai
- Taiyuan
- Xinkou
- Pingxingguan
- Taierzhuang
- Xuzhou
- Nankin
  - bataille
  - massacre
- lac Khassan
- Wuhan
- Nanchang
- Khalkhin Gol
- Suixian-Zaoyang
- Changsha (1re)
- Guangxi
- Henan
- Zaoyang-Yichang
- Cent Régiments
- Shanggao
- Sud-Shanxi
- Changsha (2e)
- Pacification du Mandchoukouo
- Changsha (3e)
- Hubei
- Changde
- Ichi-Go
- Changsha (4e)
- Guilin-Liuzhou
- Reconquête chinoise

Guerre du Pacifique
Front d'Europe de l'ouest
Front d'Europe de l'est
Campagnes d'Afrique, du Moyen-Orient et de Méditerranée
Bataille de l'Atlantique
Théâtre américain

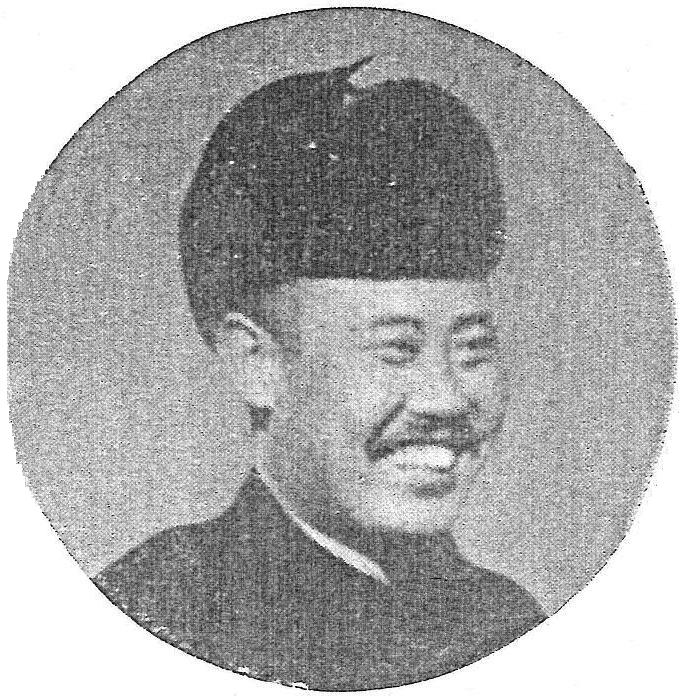
Fu Zuoyi, général des troupes nationalistes chinoises.

La bataille de Taiyuan opposa en 1937 l'Armée impériale japonaise et l'Armée nationale révolutionnaire chinoise pendant la guerre sino-japonaise.

## Contexte
En septembre 1937, l'armée japonaise envahit le Shanxi afin de prendre le contrôle de la région et de s'emparer de ses ressources naturelles. La chute de Datong amena les troupes chinoises à se placer sur la défensive, aux alentours de la Grande Muraille. L'envoi de forces armées pour défendre Shijiazhuang eut cependant pour effet de dégarnir le front du nord, permettant aux Japonais d'enfoncer le front chinois.
Les troupes des communistes de la Huitième armée de route, intégrées à l'armée régulière chinoise dans le cadre du deuxième front uni, participèrent aux combats contre les Japonais. L'armée impériale était soutenue par les troupes des indépendantistes de Mongolie-intérieure, commandées par le prince Demchugdongrub.
Les Japonais finirent par contourner le défilé de Niangziguan à la fin octobre, déjouant ainsi la défense chinoise de la ville, et entraînant la chute de Taiyuan le 9 novembre.
La victoire japonaise à Xinkou favorisa encore leur conquête de la région, malgré leur échec face aux communistes à Pingxingguan. Les Japonais remportèrent une victoire importante, arrachant aux Chinois le contrôle du Shanxi et d'une partie du Suiyuan, et mettant un terme provisoire à la résistance armée dans le nord de la Chine. Ils s'emparèrent également de la mine de charbon de Datong, mais se trouvèrent ensuite en butte aux attaques ponctuelles de la guérilla communiste de la région, ce qui eut pour effet de retarder sur place une partie de leurs troupes.